# Dynamos FC (Sudáfrica)
El Dynamos FC fue un equipo de fútbol de Sudáfrica que jugó en la Liga Premier de Sudáfrica, la primera categoría de fútbol del país.

## Historia
Fue fundado en el año 1996 en la ciudad de Giyani como uno de los equipos fundadores de la Primera División de Sudáfrica, de la cual salió campeón en la temporada 1997/98 y logró el ascenso a la Liga Premier de Sudáfrica.
Su estancia en la primera división nacional fue corta y descendió ese mismo año al terminar penúltimo entre 18 equipos. Pasarían tres temporadas para que el club volviera a ser campeón de la segunda división y así regresar a la Liga Premier de Sudáfrica, donde en esta ocasión estaría en la primera división nacional por cuatro temporadas, destacando la temporada 2002/03 en la que terminó en séptimo lugar.
El club permanecería en la primera división hasta que en 2006 le venden su plaza en la liga al AmaZulu FC, permaneciendo las siguientes siete temporadas en la Primera División de Sudáfrica hasta que desciende en la temporada 2012/13 luego de terminar en último lugar entre 16 equipos y desaparece.

## Palmarés
- Primera División de Sudáfrica: 2

1997/98, 2001/02